# Кутлугханіди
Кутлугханіди або Керманська династія (1222 —1307 роки) — династія, що утворила однойменний султанат (відомий також як Пізня Західне Ляо) в регіоні Керман. Постала внаслідок занепаду Держава Хорезмшахи. Спочатку була васалом Монгольської імперії, поітм безпосередньо Держави Хулагуїдів. 1306 року ліквідовано ільханами.

## Історія
1218 року після поразки Каракитайського ханства від монголів частина знаті з підвладним населенням перебралася до Держави Хорезмшахів. Їх було розселено напівдні володінь хорезмшаха — в Персії. Після поразок хорезмійських військ від монголів у 1219—1221 роках один з каракитайських аристократів — Барак-Хаджиб, що був намісником Ісфагану, призначається атабеком Гіяс ад-Дін Піршаха (брата хорезмшаха Джелал ад-Діна Манкбурну), якому було надано Керман. 1222 року Барак-Хаджиб захопив владу в Кермані, відсторонивши маліка Шуджу ад-Діна. Тоді ж або 1229 року схопив та стратив Гіяс ад-Діна Піршаха, чим заслужив милість монголів.
1236 року офіційно прийнято титул султана. Протягом усього існування держава зберігала вірність монгольським володарям,з якими представники Кутлугханів породичалися. Втім 1306 року ільхан Олджейту ліквідував державу Кутлугханів, приєднавши їх землі до Держави Хулагуїдів. Тут стали керувати наїби, спочатку з роду Чобанідів, а потім Музаффаридів

### Султани
- Барак Хаджиб (1222—1235)
- Кутб ад-Дін Мухаммад-хан (1235), вперше
- Рукн ад-Дін Ходжа аль-Хакдк (1235—1252)
- Кутб ад-Дін Мухаммад-хан (1252—1257), вдруге
- Музаффар ад-Дін Хаджадж (1257—1267/1268)
- Кутлуг Туркан (1257—1282)
- Джалал ад-Дін Суюргатмиш (1282—1292)
- Сафват ад-Дін Падишах-хатун (1292—1295)
- Курдужин-хатун (1295)
- Музаффар ад-Дін Мухаммад (1295—1304)
- Кутб ад-Дін Шах-Джахан (1304—1306)